# Star Discothek - Status Quo
Star Discothek - Status Quo è una raccolta del gruppo musicale britannico Status Quo, pubblicata nel 1980 dalla Pye Records.

## Il disco
Contiene incisioni realizzate dal gruppo tra il 1968 e il 1971 nel periodo di contratto con la Pye Records e si inserisce nel novero delle numerose pubblicazioni realizzate da questa casa discografica nel tentativo di capitalizzare al massimo l'enorme successo ottenuto dalla band subito dopo il passaggio all'etichetta Vertigo Records, avvenuto nel 1972.

## Tracce
Lato A
1. Pictures of Matchstick Men – 3:15 (Rossi)
2. Mean Girl – 3:54 (Rossi, Young)
3. Junior's Wailing – 3:32 (White, Pugh)
4. Shy Fly – 3:48 (Rossi, Young)
5. Lakky Lady – 3:00 (Rossi, Parfitt)
6. Doughter – 3:02 (Lancaster, Rossi, Young)

Lato B
1. Green Tambourine – 2:17 (Leka, Pinz)
2. Ice in the Sun – 2:14 (Wilde, Scott)
3. Gerdundula – 3:50 (Manston, James)
4. Someone's Learning – 7:07 (Lancaster)
5. Railroad – 5:39 (Rossi, Young)

## Formazione
- Francis Rossi – chitarra solista, voce
- Rick Parfitt – chitarra ritmica, voce
- Alan Lancaster – basso, voce
- John Coghlan – percussioni
- Roy Lynes – tastiera